# Aromás szulfonálás
Az aromás szulfonálás szerves kémiai reakció, melynek során egy arén hidrogénatomját aromás elektrofil szubsztitúciós reakcióban szulfonsav funkciós csoporttal helyettesítik.

## Mechanizmus
Ebben az aromás elektrofil szubsztitúciós reakcióban a kén-trioxid az elektrofil részecske, melyet tömény kénsavból (vagy füstölgő kénsavból) melegítéssel állítanak elő. Benzol szubsztrátum esetén a reakció terméke benzolszulfonsav.
Az aromás nitrálással és más aromás elektrofil szubsztitúciós reakciókkal ellentétben ez a reakció megfordítható. Tömény savas oldatban szulfonálás megy végbe, míg forró, híg vizes oldatban deszulfonálás történik. Ez a reverzibilitás hasznos eszköz az aromás rendszer védelmére.

## Piria-reakció
Klasszikus névvel jelölt reakció a Piria-reakció, melyben nitrobenzol fém-biszulfittal reagálva – a nitrocsoport redukciója és szulfonálás révén – aminoszulfonsavat képez.

## Tyrer-féle szulfonálás

Szulfanilsav szintézise anilinből és kénsavból kiindulva.

A maga idejében technológiai jelentőséggel bíró Tyrer-féle szulfonálás során benzolgőzt engednek keresztül 90%-os kénsavat tartalmazó tartályon, miközben a sav hőmérsékletét 100-ról 180 °C-ra növelik. A vizet és benzolt egy hűtővel eltávolítják, és a benzolos réteget visszatáplálják a tartályba. A módszerrel 80%-os hozam érhető el.

## Felhasználása
Az aromás szulfonsavak festékek és számos gyógyszerhatóanyag előállításának köztitermékei. Az anilin szulfonálásával állítják elő a szokatlanul magas olvadáspontú, ikerionos szerkezetű p-aminobenzolszulfonsavat vagy szulfanilsavat. E vegyület amidja és származékaik alkotják a szulfonamid gyógyszerek csoportját.
A polisztirol szulfonálásával nátrium-polisztirol-szulfonát állítható elő.

## Fordítás
Ez a szócikk részben vagy egészben  az   Aromatic sulfonation című angol Wikipédia-szócikk ezen változatának fordításán alapul.  Az eredeti cikk szerkesztőit annak laptörténete sorolja fel. Ez a jelzés csupán a megfogalmazás eredetét és a szerzői jogokat jelzi, nem szolgál a cikkben szereplő információk forrásmegjelöléseként.